# Convoi ON 92

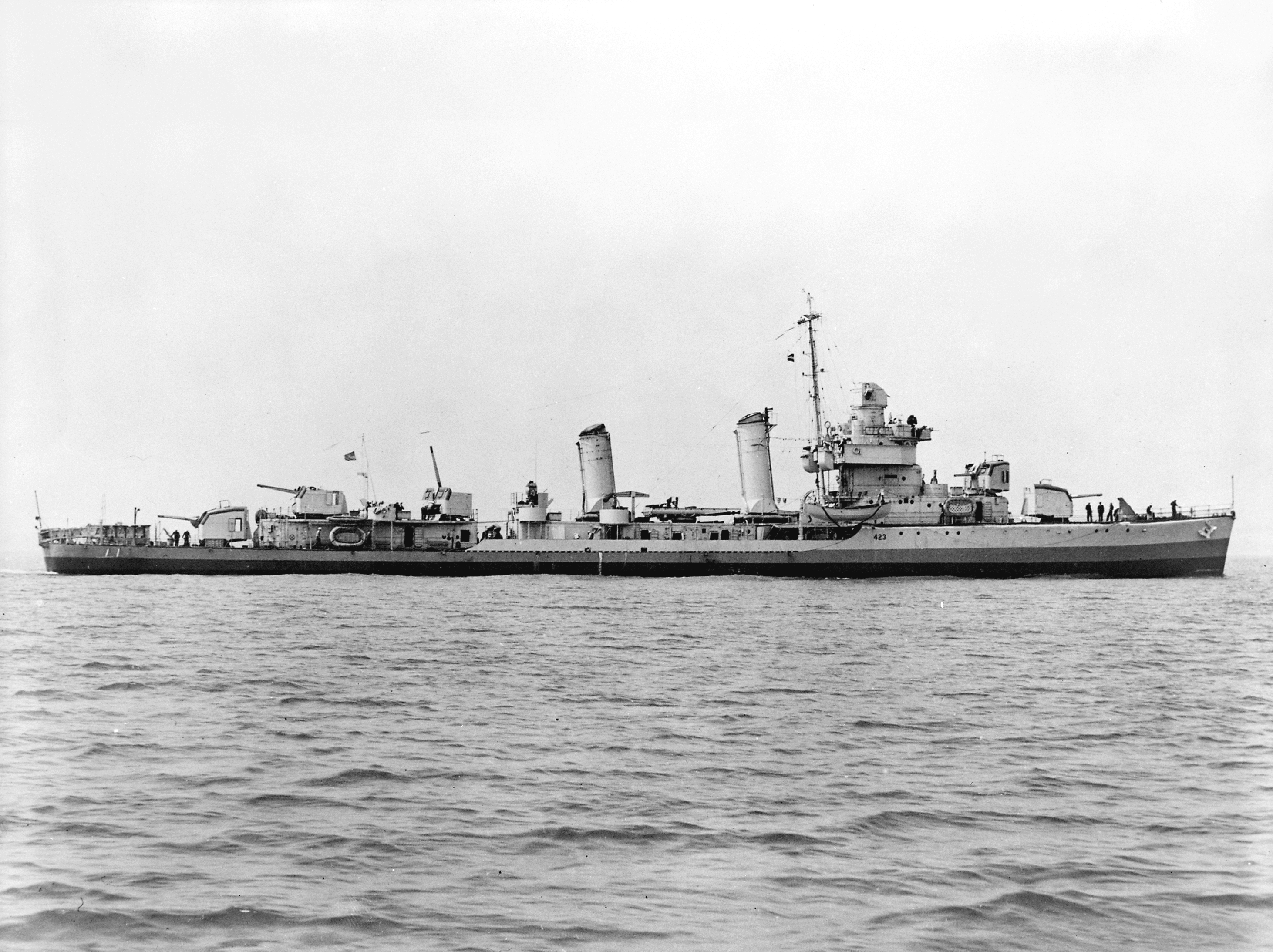
Le USS Gleaves en route le 18 juin 1941.

Le convoi ON 92 est un convoi commercial de quarante-six navires marchands allié durant la Seconde Guerre mondiale.
Ce convoi ON transatlantique est le 92e de la série numérotée de convois en partance des îles Britanniques (O pour Outbound) vers l'Amérique du Nord (N pour North America). Les navires quittent Liverpool le 6 mai 1942 et sont rejoints le 7 mai par le groupe A-3 de la Mid-Ocean Escort Force (MOEF) qui compte dix-sept navires d'escorte. Le convoi est découvert par les neuf sous-marins allemands de la meute de loups Hecht (en) le 11 mai et sept navires sont coulés avant que la Kriegsmarine ne perdent contact le 13 mai. Les navires survivants atteignent Halifax, en Nouvelle-Écosse, le 21 mai.
L'attaque des sous-marins allemands sur le convoi ON 92 est le thème de la chanson Wolfpack (2005) de Sabaton.